# Boy'z
Boy'z là bộ đôi nhạc Cantopop của Hồng Kông do hãng Anh Hoàng (EEG) sản xuất, bao gồm hai thành viên Quan Trí Bân và Trương Trí Hằng. Quan Trí Bân rời nhóm năm 2005, thay bằng Mạch Tử Hào. Năm 2006, Trần Vỹ Đình gia nhập nhóm nhạc, tạo nên bộ ba có tên gọi Sun Boy'z. Bộ ba tan rã vào năm 2008, nhưng bộ đôi Quan Trí Bân và Trương Trí Hằng đã cùng trở lại vào năm 2010.

## Danh sách đĩa nhạc

### Thời kỳ Boy'z
| Năm  | Tựa đề                                 |
| 2003 | La La World (La La 世界) (Đĩa mở rộng) |
| 2003 | Hurray (一起喝採) (Đĩa mở rộng)        |
| 2003 | A Year to Remember                     |
| 2004 | Boy'Zone (Boy'Zone 男生圍)             |
| 2004 | Boy'z Can Cook                         |
| 2011 | Ready To Go 新曲+精選 (Đĩa đơn)        |
| 2018 | 大男孩 新曲+精選                       |

### Thời kỳ Sun Boy'z
| Năm  | Tựa đề                                                                     |
| 2006 | Sun Boy'z (Đĩa mở rộng nghe nhìn - AVEP)                                   |
| 2007 | All For 1 (Tuyển tập những bài hát mới và hay nhất của Sun Boy'z và Boy'z) |
| 2007 | First Date (初次約會)                                                      |

## Các chuyến lưu diễn
Tháng 9 năm 2007, Sun Boy'z đi lưu diễn ở Bắc Mỹ cùng với nhóm Twins, cũng như tổ chức một số buổi hòa nhạc ở một vài tiểu bang khác nhau cạnh Canada. Xuất hiện trong vai trò khách mời tại các buổi hòa nhạc, Sun Boy'z có hát một số ca khúc của mình như 步步進逼, Hey You, cũng như bài 死性不改 vốn là ca khúc của nhóm Boy'z cũ mà họ từng biểu diễn cùng Twins.

## Các bài hát cover
Tất cả những bài của Sun Boy'z là phiên bản hát lại bằng tiếng Quảng Đông và tiếng Quan thoại của các ca khúc nước ngoài ngoại trừ bài "Left Right" do Trương Kế Thông viết nhạc.
- Tic Tac Toe (Tic Tac Toe của Buga Kingz)
- Hey You/愛你 (Hey U của Lemon Tree)
- 衝浪男孩 (Oh La Nor...My Love của Bird Thongchai)
- My Lady (Baby's Talk)
- 3+1=1/陽光下 (Precious One của KAT-TUN)
- 步步進逼/陷阱 (Work It [Everybody] của Gerard Marti)
- 由夢開始 (Little Wonders của Rob Thomas)
- 初次約會 (예쁘잖아 của Shinhwa)

## Sự nghiệp diễn xuất

### Phim điện ảnh
| Năm  | Phim                                 | Vai diễn           |
| ---- | ------------------------------------ | ------------------ |
| 2003 | The Death Curse (古宅心慌慌)         | Vai phụ            |
| 2004 | PaPa Loves You (這個亞爸真爆炸)      | Vai phụ            |
| 2004 | Fantasia (鬼馬狂想曲)                | Vai diễn khách mời |
| 2004 | Tân câu chuyện cảnh sát (新警察故事) | Vai diễn khách mời |
| 2004 | 6 AM (大無謂)                        | Vai chính          |
| 2005 | Bug Me Not! (蟲不知)                 | Vai phụ            |
| 2005 | A Chinese Tall Story (情癲大聖)      | Vai phụ            |
| 2006 | McDull, the Alumni (春田花花同學會)  | Vai diễn khách mời |
| 2007 | The Haunted School (校墓處)          | Vai chính          |

### Phim truyền hình
- Năm 2003:
  - All About Boy'z (一起喝采)
  - Hearts of Fencing (當四葉草碰上劍尖時) (khách mời)
- Năm 2004:
  - Kung Fu Soccer (功夫足球)
  - Hearts of Fencing II – Sunshine Heartbeat (赤沙印記@四葉草2) (khách mời)